# Olympia Planum
L'Olympia Planum è una struttura geologica della superficie di Marte.